# François Ier armant chevalier son petit-fils François II
François Ier armant chevalier son petit-fils François II est un tableau peint par Pierre Révoil en 1824.
Il représente les rois français François Ier et François II.
Le tableau est conservé au musée Granet à Aix-en-Provence.

## Historique
Commandé par le comte d'Artois, le tableau est présenté par Révoil au Salon de Paris en 1824, accompagné dans le livret de la description suivante :

« L'enfant, présenté par sa tante et marraine, Madame Marguerite de France, reçoit l'accolade du Roi. Il est entouré de la Reine Eléonore d'Autriche, seconde femme de son aïeul, de la comtesse de Saint-Pol, de la duchesse de Guise et des deux duchesses de Nevers. Viennent ensuite le Dauphin (Henri II), père de François II, ayant à sa gauche son frère Charles, duc d'Orléans, Odouart du Biez, parrain de chevalerie du Dauphin, le brave Froelich, colonel des Suisses à la bataille de Cérisoles, l'ambassadeur de Venise et l'intrépide Charles de Cossé Brissac qui, la lance à la main, arrêta, lui douzième, toute la garnison espagnole de Perpignan. A côté du trône du Roi sont ses ministres, le vertueux amiral d'Annebaud et le cardinal de Guise, dit le Magnifique. La salle est ornée du saint Michel et de la sainte Famille, de Raphaël, monument de l'amour de François Ier pour les beaux-arts. ».

L'œuvre est déposée au musée Granet depuis 1907. 
En 2014, il est prêté au Musée des beaux-arts de Lyon dans le cadre de l'exposition L'invention du passé. Histoires de cœur et d'épée 1802-1850.